# Euchariomyia dives
Euchariomyia dives är en tvåvingeart som beskrevs av Jacques-Marie-Frangile Bigot 1888. Euchariomyia dives ingår i släktet Euchariomyia och familjen svävflugor. Inga underarter finns listade i Catalogue of Life.